# Ryan Destiny
Ryan Destiny Irons (Detroit, Míchigan, 8 de enero de 1995) es una actriz, cantante y compositora estadounidense. Si bien había estado trabajando en la industria de la música desde la infancia, Destiny saltó a la fama por primera vez como miembro del grupo de chicas Love Dollhouse en 2013. Destiny es conocida por su papel en el drama musical Star de Fox TV.

## Primeros años y educación
Su padre es miembro del grupo de R&B de los 90 Guesss. Destiny asistió a la escuela secundaria West Bloomfield. En enero de 2011, Destiny ganó un concurso de canto para asistir al estreno en la alfombra roja de Never Say Never de Justin Bieber.

## Carrera profesional

### Música
En la escuela secundaria, Destiny, de 12 años, formó el trío musical New Limit. Dirigido por su madre Dawn, el trío audicionó para America's Got Talent en 2010 y llegaron a la final hasta que decidieron que no era para ellos. Para 2011, Destiny había firmado con Universal Republic. El grupo se dividiría más tarde, con Destiny y su mánager realizando audiciones formando un nuevo grupo llamado "Love Dollhouse". El trío firmó con All Def / Capitol Records, una sociedad discográfica con Russell Simmons, Steve Rifkind y Brian Robbins. El grupo lanzó su sencillo debut "Can I." El grupo se disolvió en 2015.
En 2016, Destiny anunció planes para un EP en solitario. Lanzó su primer sencillo "The Same" en el 2018, con un remix con el rapero Tobi Lou que se lanzó al año siguiente. Su segundo sencillo "Do You" fue lanzado en 2020.

### Interino
En 2010, Destiny apareció en un episodio de la serie web The Wannabes Starring Savvy . En 2011, viajó a Los Ángeles con su madre para comenzar a hacer audiciones para proyectos. En 2013, apareció en varios episodios del drama criminal con sede en Detroit, Low Winter Sun. Más tarde, Destiny apareció como protagonista en la película independiente A Girl Like Grace junto a Garcelle Beauvais, Meagan Good y Raven-Symoné. La película producida por Ty Hodges se estrenó en el Festival de Cine de Los Ángeles en junio de 2015.
Inicialmente, Destiny reservó el papel de Tiana en el exitoso drama musical Empire de Lee Daniels, pero debido a su contrato con All Def Music, no pudo aceptar el papel. En diciembre de 2015, Destiny consiguió uno de los papeles principales como Alexandra en la serie Star de Daniels, junto a Queen Latifah. La serie se estrenó en Fox el 14 de diciembre de 2016 y terminó después de tres temporadas en 2019.
En noviembre de 2019 se anunció que Destiny fue elegida para interpretar a Claressa Shields en Flint Strong, una película biográfica de Universal Pictures escrita por Barry Jenkins y dirigida por Rachel Morrison.
Destiny actualmente tiene un papel recurrente en la temporada 3 de Grown-ish como Jillian, una estudiante transferida de Spelman College.

## Influencias
Destiny cita a los artistas Michael Jackson, Freddie Mercury, Prince y Aaliyah como sus principales influencias. Destiny también ha expresado su admiración por cantantes como Lauryn Hill, Brandy, India Arie y Beyoncé.

## Vida personal
Destiny ha estado en una relación con el actor Keith Powers desde finales de 2017.

## Filmografía

### Películas
| Año  | Título               | Papel               | Notas         |
| ---- | -------------------- | ------------------- | ------------- |
| 2015 | Una chica como Grace | Gracia              | Rol principal |
| TBA  | Oráculo              | TBA                 | Rol principal |
| TBA  | Flint Strong         | Escudos de Claressa | Rol principal |

### Televisión
| Año       | Título                      | Papel           | Notas                        |
| --------- | --------------------------- | --------------- | ---------------------------- |
| 2010      | The Wannabes-Starring Savvy | Cliente         |                              |
| 2013      | Tenue sol de invierno       | Abril Geddes    | Rol recurrente (6 episodios) |
| 2016-2019 | Estrella                    | Alexandra Crane | Rol principal                |
| 2020      | Crecido-Ish                 | Jillian         | Rol recurrente               |

### Videos musicales
| Año  | Canción              | Artista                                        | Director (es)              | Papel           |
| ---- | -------------------- | ---------------------------------------------- | -------------------------- | --------------- |
| 2014 | " Paraíso "          | Big Sean                                       | Mike Carson                | Primera actriz  |
| 2019 | " Soltero otra vez " | Big Sean                                       | Lawrence Lamont            | Bianca          |
| 2020 | " Santo "            | Justin Bieber ft. Posibilidad de que el rapero | Colin Tilley               | Primera actriz  |
| 2021 | " Necesito saber "   | Gato doja                                      | Miles Cable y AJ Favicchio | Amigo destacado |

## Premios y nominaciones
| Año  | Otorgar             | Categoría                                 | Candidato | Resultado |
| ---- | ------------------- | ----------------------------------------- | --------- | --------- |
| 2017 | Premios Teen Choice | Elección estrella de televisión emergente | Sí misma  | Nominada  |
| 2018 | Premios Teen Choice | Mejor Actriz de Drama de TV               | Sí misma  | Nominada  |
| 2019 | Premios Teen Choice | Mejor Actriz de Drama de TV               | Sí misma  | Nominada  |